# 普洛阿盖
普洛阿盖（義大利語：Ploaghe），是意大利萨萨里省的一个市镇。总面积96.08平方公里，人口4708人，人口密度49.0人/平方公里（2009年）。ISTAT代码为090057。